# Coo (città)
Coo (in greco Κως?, Kos) è un comune della Grecia nella periferia dell'Egeo Meridionale (unità periferica di Coo) con 30 947 abitanti al censimento 2001.

## Località
A seguito della riforma amministrativa detta programma Callicrate in vigore dal gennaio 2011 che ha abolito le prefetture e accorpato numerosi comuni, Coo comprende ora gli ex comuni di Dikaio e Irakleides.

## Galleria d'immagini

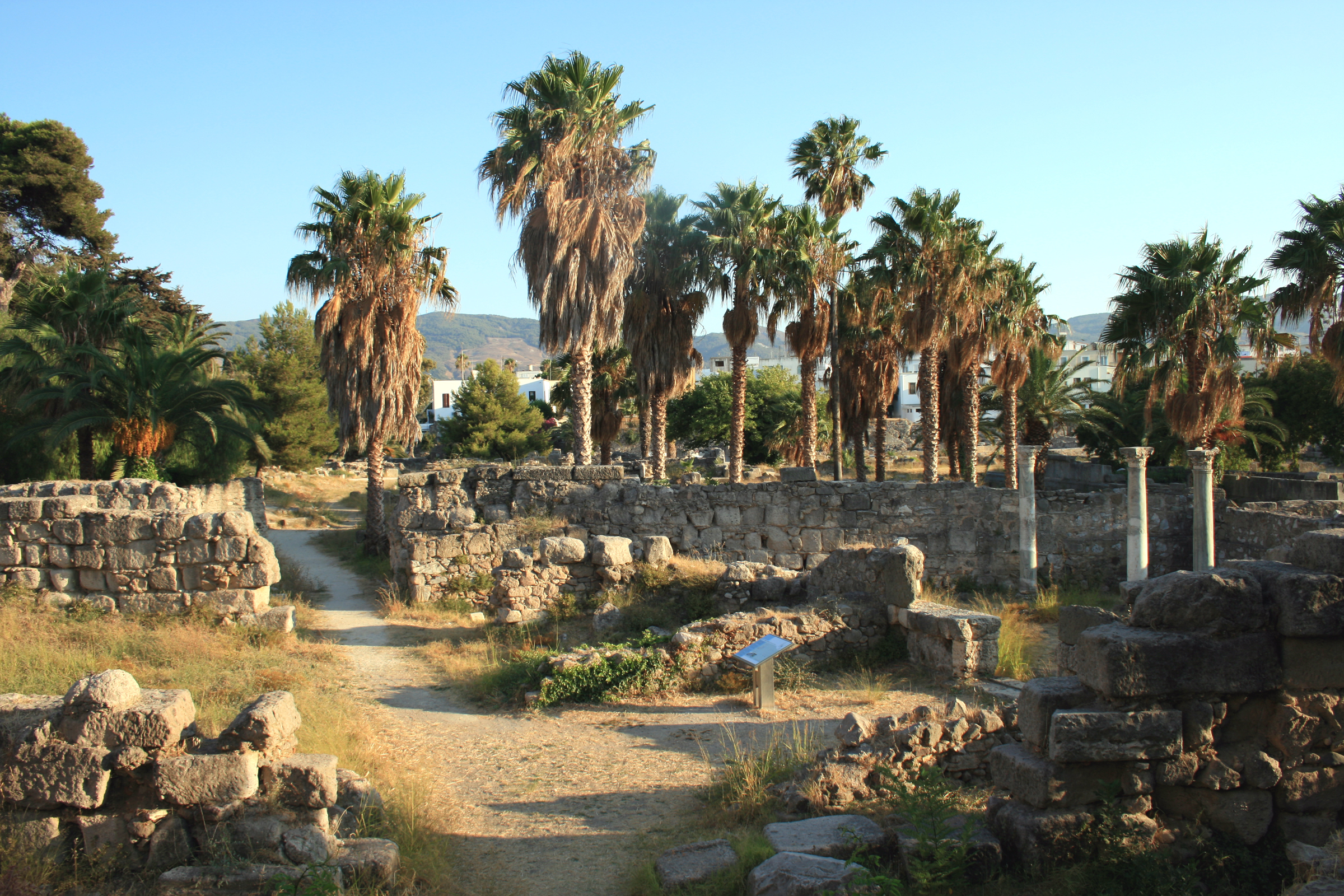
Antica Agorà
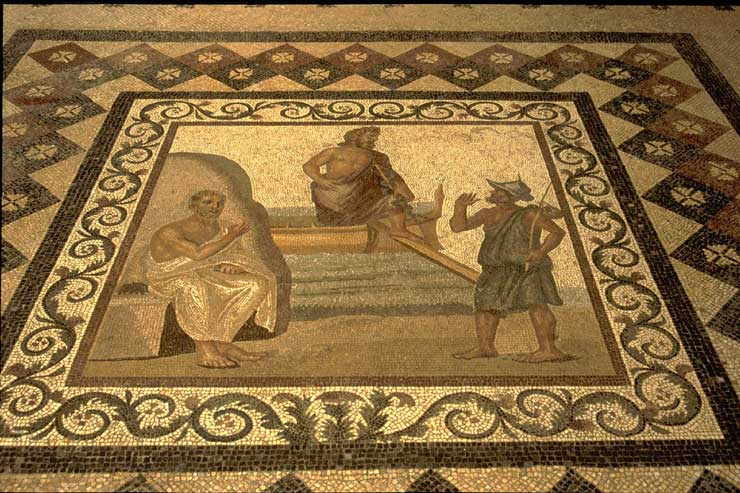
Mosaico di Asclepio e Ippocrate, III secolo d.C. (Museo archeologico di Coo)
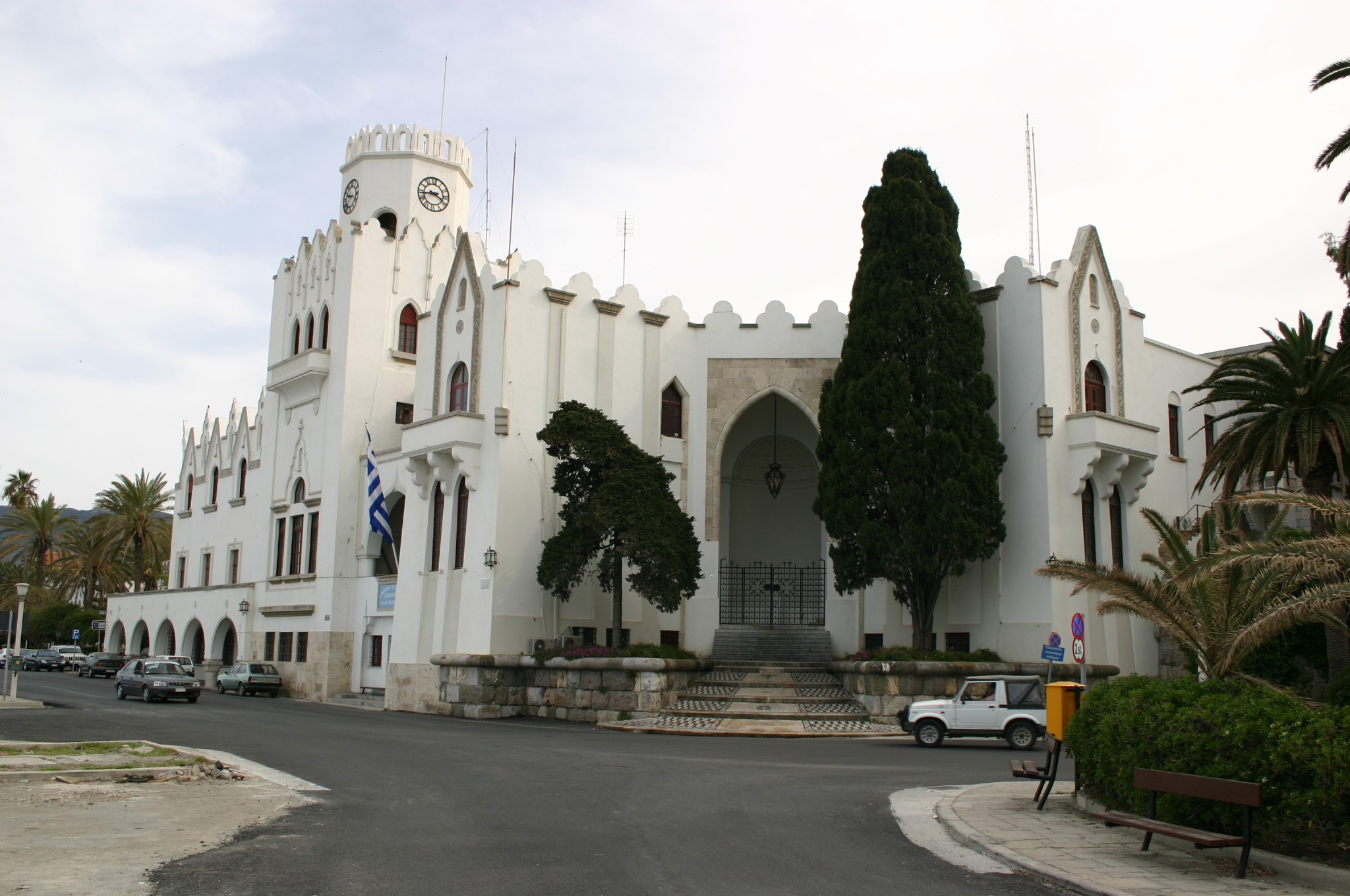
Municipio
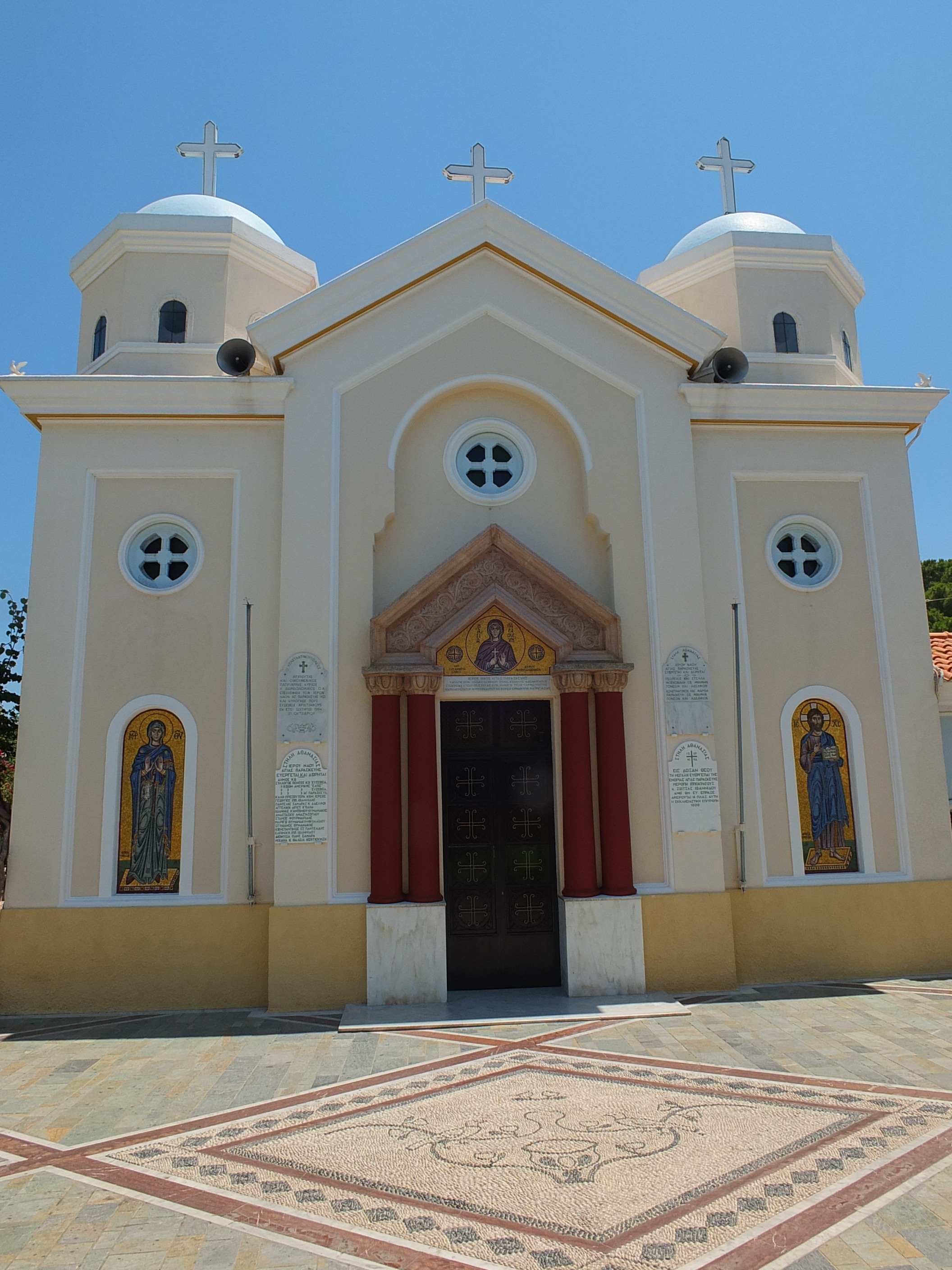
Chiesa di Santa Parasceva
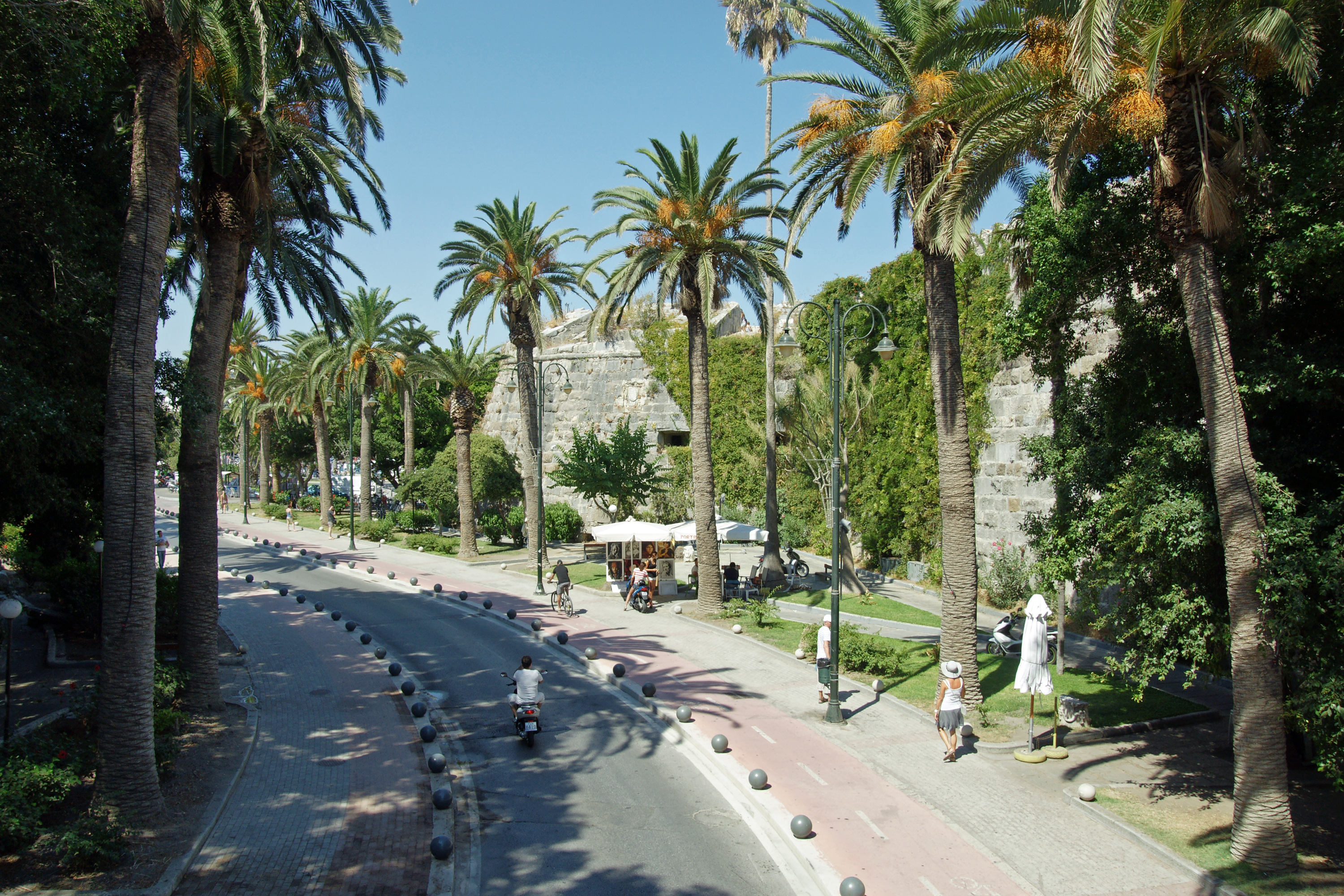
Strada a Coo